# 東吳大學
東吳大學（英語：Soochow University，直译：「蘇州大學」，縮寫為SCU），簡稱「東吳」，是位於臺灣臺北市的私立教學型大學。學校前身為美國監理會於清朝光緒二十六年（西元1900年）以宮巷書院為基礎在江蘇蘇州創建的「東吳大學堂」，後於臺灣臺北市復校。現有位於士林區的校本部外雙溪校區與位於中正區的城中校區。
東吳大學教研領域涵蓋文學、理學、法學、商學、外語、社會科學與巨量資料管理等領域。東吳大學為教育部開辦的教學卓越計畫經常入選學校，現為優久大學聯盟之一成員。

## 歷史
1900年，東吳大學成立於江蘇蘇州，為美國監理會在中國所創辦的教會大學之一（1949年以前，在中國有十三所教會大學，分別為：北京的燕京大學、江蘇南京的金陵大學、江蘇南京的金陵女子大學、上海的聖約翰大學、山東濟南的齊魯大學、浙江杭州的之江大學、上海的滬江大學、湖北武漢的華中大學、四川成都的華西協合大學、廣東廣州的嶺南大學、江蘇蘇州的東吳大學、福建福州的福建協和大學、福建福州的華南女子文理學院）。東吳大學始終以法學聞名全國，中華民國大陸時期享有「南東吳，北朝陽（朝陽大學）」的美譽。1949年，中國共產黨政權建立，中華民國政府因第二次國共內戰失利遷往臺灣。1951年，東吳旅臺同學會辦設「東吳補習學校」，於1954年藉校友捐款及學費支持財政，以「東吳大學法學院」名義艱苦在臺復校，成為首個在臺復校的私立大專校院，於1969年復名為「私立東吳大學」。

### 前身
1871年美國監理會曹子實（國立清華大學前身「清華學校」校長曹雲祥的父親）先生於蘇州十全街創辦主日學校。
1879年蘇州主日學校由十全街遷天賜莊，定名「存養書院」。
1882年林樂知先生（Dr.Young J. Allen）上海崑山路創設「中西書院」（Anglo-Chinese College）。
1884年存養書院改名為「博習書院」（Buffington Institute），潘慎文先生（Dr. A. P. Parker）任山長。
1895年潘慎文先生改任中西書院山長。
1896年孫樂文先生（Dr. David L. Anderson）在蘇州創設「宮巷書院」（Kung Hang School）。
1899年博習書院遷往上海，合併於中西書院。
1900年監理會組織董事會，議改設宮巷書院（Kung Hang School）為大學，以（中文譯為「在華之中央大學堂」或「中華中央大學」）之名向美國田納西州政府註冊，推孫樂文先生為校長，於天賜莊的博習學院舊址興建。

### 中國大陸時期

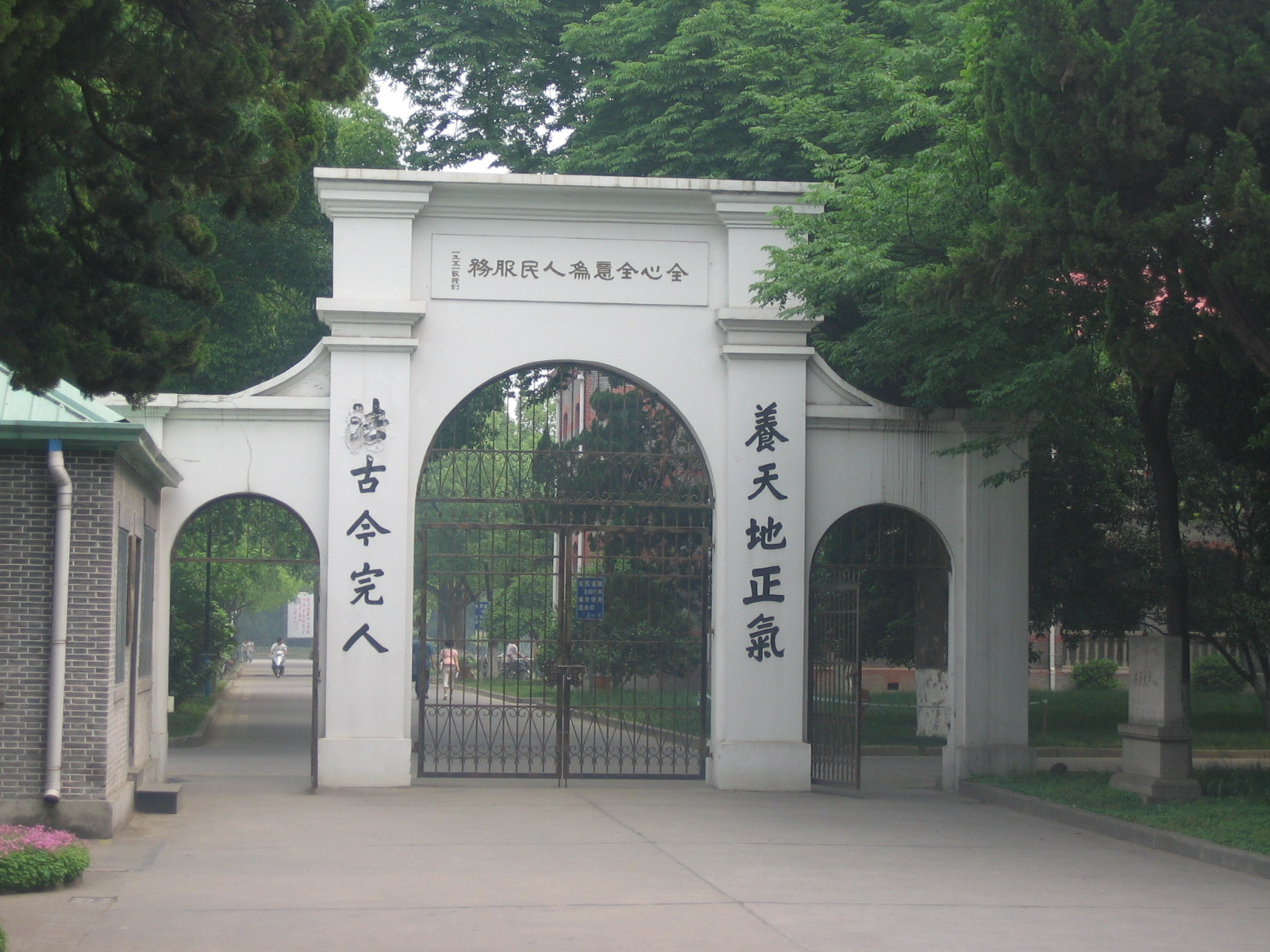
位於蘇州的东吴大学校门舊址

1901年3月大學堂正式開學，名為「東吳大學堂」。
1904年柏樂文先生所創醫學班歸併於東吳大學為醫科。
1905年中西書院由葛賚恩先生（Dr. John W. Cline）任山長。
1907年校內頒授第一個畢業生沈伯甫文學士學位。
1908年註冊名稱更改為 。
1910年與金陵神學院合辦神學科。
1911年3月16日，孫樂文先生病逝（後即以此日為校慶紀念日 ），由葛賚恩先生任校長，而中西書院全體遷往蘇州合併於東吳大學。
1912年醫科、神學科撤銷。開設醫學預科課程。
1915年上海崑山路增設法科，蘭金先生（Charles W. Rankin）任法科教務長。
1917年理科研究所首次頒授化學碩士學位（徐景韓、陳調甫），為國內各公私立大學之創舉。
1918年東吳法科第一屆七名學生畢業，獲法學士學位。
1919年理科研究所首次頒授生物學碩士學位（施季言、胡經甫）。
1920年劉伯穆先生（W. W. Blume）任法科教務長。
1922年文乃史先生（Dr. W. B. Nance）任校長。
1924年東吳法科授與最高法院首席法官董康、司法部長王寵惠榮譽博士學位。
1927年文理科、法科分別更名為文理學院及法學院，聘吳經熊先生為法學院院長、潘慎明先生為文理學院院長。南京事件後，推選華人楊永清任校長、江長川為董事長，訂「養天地正氣法古今完人」為中文校訓。
1928年法學研究所首次頒授法學碩士學位（金蘭蓀）。
1929年奉中華民國國民政府教育部核准立案，設文、理、法三學院。
1937年法學院增設會計學系。東吳大學時有三學院十二學系。文學院：文學系、經濟學系、政治學系、社會學系、教育學系、歷史地理學系；理學院：生物系（含醫學預科和護理預科）、化學系、物理系、數學系；法學院：法律學系、會計學系。
1937年第二次中日戰爭全面爆發，文、理學院遷移湖州，旋告停課，一部分師生西遷安徽，止於四川；一部分師生進入上海公共租界，與聖約翰大學、滬江大學及之江大學同賃慈淑大樓（今東海大樓）上課。法學院亦遷上海租界，假慕爾堂上課。
1942年因太平洋戰爭，日軍進據上海租界，文、理學院續遷閩，南至廣州韶關。法學院部分遷往重慶，留滬師生則在費青、鄂森先生主持下，借南陽路愛國女子中學校舍開學，改名為「中國比較法學院」。
1943年在江一平、查良鑑先生策劃下，東吳法學院與滬江大學商學院於重慶成立「聯合法商學院」，盛振為先生為校長，而後加入之江大學，為「聯合法商工學院」。
1945年聯合法商工學院與上海法學院匯合，恢復「東吳大學法學院」之名；同時文、理兩學院亦在蘇州復課。董事會決議參加「中國基督教會大學聯合董事會」（United Board for Christian Colleges in China）（今亞洲基督教高等教育聯合董事會）。
1946年法學院增設司法組。
1949年中國共產黨政權建立，教會學校行政多改由親共教授接任，外籍教授被迫返美。
1952年12月在中國高等院校院系調整中，当时中共政府的教育政策是模仿蘇聯，最大限度地拆散民國留下的大學，改辦特色專業學門之大學院校。蘇南文化教育學院、東吳大學文理學院，及私立江南大學數理系等重組後成立蘇南師範學院，同年定名江蘇師範學院，校址设在东吴大学原址。东吴大学在上海的法学院被撤销，法律系师生转入华东政法学院，会计系併入上海财经学院。宣告東吳大學在蘇州正式結束。

### 在臺復校
1951年東吳旅臺同學會在臺北市漢口街一段15號（時稱本院）設立「東吳補習學校」，施季言先生任校董會董事長，丘漢平先生任校長。設法政、商業會計、英文三科二年制，另設比較法律一科三年制。
1952年王寵惠先生任董事長，施季言先生任校長。
1954年，東吳大學商請與東海大學合併，惟東海大學校務委員，認為應先等東海三個學院皆成立後再做討論。7月9日，奉中華民國教育部核准在臺復校，先行恢復「東吳大學法學院」，設法律、政治、經濟及會計四個學系，並附設外國語文學系，由陳霆銳先生任校長，為在臺復校的第一所私立大學。因校舍不敷使用，另賃博愛路83及85號二、三樓（時稱二院）。
1955年曹文彥先生任校長，黃安素會督（Bishop Ralph A. Ward）及黃仁霖先生分任副董事長。
1956年設中國文學系，以復設文學院之準備。
1957年石超庸先生任校長。購得士林外雙溪土地七甲及士林鎮公所贈與之土地共十五甲。
1958年大部分學系（除法律、會計二系）遷移至外雙溪校址。法律學系改為五年制，修習比較法，以符東吳在大陸時期之體制。王寵惠董事長及黃安素董事長相繼安息主懷，由黃仁霖先生接任董事長。
1961年全校由臺北市漢口街遷移至外雙溪現址。
1967年孫科先生任董事長。
1968年（增設商學系（今企業管理學系）、商用數學系（今財務工程與精算數學系），成立文、商兩學院。7月董事會決定恢復「東吳大學」原名，石超庸先生為復校首任校長，8月石校長逝世，桂崇基先生任校長。
1969年端木愷先生任校長。增設數學系。12月教育部核准恢復完全大學建制，為「私立東吳大學」。設有文理、法、商三學院。
1970年增設化學、物理學二學系，並合併原隸文理學院之數學系，另成立理學院，文理學院改稱文學院。設經濟學研究所。
1971年設法律學研究所。購置臺北市延平南路書院段土地，興建第一大樓，而後陸續購置土地、建置教學大樓，闢為今之城中校區。
1972年增設歷史學、音樂學、電子計算機科學（後更名資訊科學、即今資訊管理學）等三學系及外國語文學系東方語文組。
1973年增設會計學研究所、社會學系及外國語文學系德文組。
1974年增設中國文學研究所、國際貿易學系（今國際經營與貿易學系）。
1975年楊亮功先生任董事長。文學院外國語文學系所轄英國語文學（今英文學系）、東方語文學（今日本語文學系）與德國語文學（今德國文化學系）三組，改獨立設系。法律學系區分比較法學組及司法實務組，分別招生。
1977年中國文學研究所設博士班，並招收首屆研究生。
1978年東吳外雙溪校區圖書館落成啟用。社會學系開辦社會理論組與社會工作組分組教學（1982年分設招生）。
1980年增設日本文化研究所、哲學系與微生物學系。
1981年設立社會學研究所，分設社會學理論及社會工作兩組招生。
1983年端木校長退休，改聘為董事長。其任內增設12學系、7個研究所、3個博士班。
1984年成立外國語文學院，下轄英國語文、日本語文、德國語文三學系。
1987年端木董事長逝世；董事會改推王紹堉任董事長。同年起，學生會推派代表參加校務會議。
1988年設立微生物學研究所與管理學研究所（後系所合一併於企業管理學系）。
1989年經濟學研究所博士班奉准成立招生；增設心理學系。
1990年原社會學系之社會工作組，獨立設系為社會工作學系。
1991年設立政治學研究所、日本文化研究所博士班、法律學研究所博士班；法律學研究所碩士班分甲、乙兩組，乙組招收非主修法律學並具有相當工作經驗之大學畢業生，開法學教育之新紀元。
1992年設立數學研究所；社會學研究所之社會工作組獨立設為社會工作學研究所。
1993年設立音樂學研究所。
1994年增設化學系碩士班。
1997年增設國際貿易學系碩士班。
1998年增設政治學系博士班。
1999年增設哲學系碩士班、資訊科學系碩士班。
2000年歡慶建校一百週年。增設張佛泉人權研究中心，並於2004、2008年陸續設立全國唯一的大學部跨領域人權學程、人權碩士學位學程。歷史學系與商用數學系設立碩士班；法律學系碩士班乙組更名為法律專業碩士班。
2001年增設心理學系碩士班、英國語文學系比較文學碩士班（2011更名為英國語文學系碩士班，2018改為翻譯碩士班）。
2003年增設德國文化學系碩士班。
2005年微生物學系博士班設立招生。
2008年外雙溪校區「第一教學研究大樓」及「第二教學研究大樓」落成。
2012年成立華語教學中心，開設學季班、短期營隊班、客製化短期華語課程，招收母語非華語的學子學習華語與文化，並將住宿的楓雅樓與學習場域結合在一起，亦是台北唯一結合住宿與學習的華語中心。
2015年成立巨量資料管理學院，並設有學院學士學位學程、學院碩士學位學程。後陸續增設學院碩士在職專班、學士後第二專長學位學程。
2018年音樂學系碩士在職專班停招。
2019年微生物學系博士班停招。
2021年巨量資料管理學院學位學程改設為資料科學系。

## 歷任董事長
- 中華民國大陸時期

| 任別 | 姓名       | 任期           | 備注                                                     |
| ---- | ---------- | -------------- | -------------------------------------------------------- |
| 1    | 林樂知（） | 1882年－1907年 | 美國監理會來華傳教士，中西書院創辦人、《萬國公報》創辦人 |
| 2    | 江長川（Z. T. Kaung） | 1928年－1952年 | 曾任中華基督教衛理公會主席、中華全國基督教協進會副會長   |

- 臺灣時期

| 任別 | 姓名       | 任期           | 備注                                                                                   |
| ---- | ---------- | -------------- | -------------------------------------------------------------------------------------- |
| 1    | 施季言（Shih Ji-yan） | 1951年－1952年 | 曾任陽明山管理局局長、中央幹部學校教授                                                 |
| 2    | 王寵惠（Wang Chong-huei） | 1952年－1958年 | 曾任中華民國北洋政府首任司法總長、中華民國司法院院長                                   |
| 3    | 黃安素（） | 1952年－1958年 | 曾任鹤龄英华中学校長、美以美會差会幹事                                                 |
| 4    | 黃仁霖（Hugng Jen-lin） | 1958年－1967年 | 曾任為聯勤總司令、東吳大學副董事長、勵志社總幹事、新生活運動促進總會總幹事             |
| 5    | 孫 科（Sun Ke）  | 1967年－1973年 | 曾任中華民國行政院院長、立法院院長與考試院院長                                         |
| 6    | 楊亮功（Yang Liang-kung） | 1975年－1983年 | 曾任國立安徽大學（今安徽師範大學）校長，帶領部分師生隨政府遷臺，曾任中華民國考試院院長 |
| 7    | 端木愷（Joseph K. Twanmoh） | 1983年－1987年 | 曾任制憲國民大會代表、國策顧問                                                         |
| 8    | 王紹堉（Wang Shoao-yu） | 1987年－迄今   | 同時畢業於國立復旦大學（今復旦大學）政治學系與東吳大學法律學系                         |

## 歷任校長
- 中華民國大陸時期

| 任別 | 姓名       | 任期           | 備注 |
| ---- | ---------- | -------------- | --- |
| 1    | 孫樂文（） | 1900年－1911年 | 1900年以宮巷書院為基礎籌建「東吳大學堂」，1901年3月開學後就任校長。美國監理會來華傳教士，宮巷書院創辦人 |
| 2    | 葛賚恩（John W. Cline） | 1911年－1922年 | 1911年上海中西書院併入，更名「東吳大學」後就任校長。美國監理會來華傳教士，末任中西書院監院（校長）      |
| 3    | 文乃史（Walter B. Nance） | 1922年－1927年 | 美國監理會來華傳教士，曾任教於博習書院                                                                  |
| 4    | 楊永清（Y. C. Yang） | 1927年－1952年 | 南京事件爆發後就任校長，成為首位本國籍校長                                                              |

- 中華民國臺灣時期

| 任別 | 姓名       | 任期           | 備注                                                                                             |
| ---- | ---------- | -------------- | ------------------------------------------------------------------------------------------------ |
| 1    | 丘漢平（Chiu, Han-Ping） | 1951年－1952年 | 1951年成立「東吳補習學校」後首任校長                                                             |
| 2    | 施季言（Shih, Ji-Yan） | 1952年－1954年 | 曾任中央幹部學校教授                                                                             |
| 3    | 陳霆銳（Chen, Ting-Ruei） | 1954年－1955年 | 1954年「東吳大學法學院」復校後首任校長                                                           |
| 4    | 曹文彥（Tsao, Wen-Yen） | 1955年－1957年 | 曾任中華民國教育部國際文化教育處處長                                                             |
| 5    | 石超庸（C. Y. Shih） | 1957年－1968年 | 曾任國立暨南國際大學法學院院長                                                                   |
| 6    | 桂崇基（C. G. Kwei） | 1968年－1969年 | 曾任國立中央大學校长                                                                             |
| 7    | 端木愷（Joseph K. Twanmoh） | 1969年－1983年 | 1969年在臺恢復「私立東吳大學」建制後的後首任校長。曾任省立安徽大学法学院院长，复旦大学法学院院长 |
| 8    | 楊其銑（Edward Yang） | 1983年－1992年 | 曾任中華民國駐美國大使館文化參事                                                                 |
| 9    | 章孝慈（Hsiao-Tzu Chang） | 1992年－1996年 | 曾任教育部諮詢委員、東吳大學法學院院長                                                           |
| 10   | 劉源俊（Yuan-Tsun Liu） | 1996年－2004年 | 卸任後就任臺北市立教育大學（今臺北市立大學）校長                                                 |
| 11   | 劉兆玄（Chao-Shiuan Liu） | 2004年－2008年 | 曾任國立清華大學校长                                                                             |
| 12   | 黃鎮台（Jenn-Tai Hwang） | 2008年－2011年 | 曾任逢甲大學校长                                                                                 |
| 13   | 潘維大（Wei-Ta Pan） | 2012年－2024年 | 第一位校友校長                                                                                   |
| 14   | 詹乾隆     | 2024年－ 迄今  | 第二位校友校長、東吳大學副校長兼教務長                                                           |

## 精神象徵

### 校徽

東吳大學校徽

東吳大學校徽的設計包含中英文校名及校訓。紅黑二色原是法學院的院徽顏色，反映了當時強調鐵血精神的時代背景，其後成為東吳的校色。如今校色更有新的詮釋，紅色象徵熱誠，黑色象徵堅毅與包容。

### 校訓
- 中文校訓

養天地正氣，法古今完人
- 英文校訓

Unto a full – grown Man（出自《以弗所書》第4章第13节参）

### 校歌

#### 舊校歌（1935年 – 1963年）
作詞：楊永清
譜曲：《Annie Lisle》（美國民謠）
（一）天開圖畫，地秀山湖，佳勝蔚東吳。
　　　人傑地靈，雲興霞起，黌序創宏圖。
　　　中西文藝，並蓄兼輸，國運待昭蘇。
　　　古今完人，天地正氣，更免以同符。
（二）資籌中美，經始規模，堂廈峙姑蘇。
　　　道契大同，教無畛域，一體治洪鑪。
　　　致知格物，學應時需，中外早馳譽。
　　　古今完人，天地正氣，更免以同符。
（三）茫茫禹域，整頓匡扶，責任在吾徒。
　　　法治興邦，培才滬上，幾輩已前驅。
　　　經綸政法，理國嘉祺，群治最相須。
　　　古今完人，天地正氣，更免以同符。
（四）春風廣被，化雨沾濡，永念繫東吳。
　　　天涯一室，氣求聲應，同樂共艱虞。
　　　輔國維材，廣才維學，眾望注東吳。
　　　古今完人，天地正氣，更免以同符。

#### 新校歌（1963年 – 迄今）
作詞：曹　昇
譜曲：《Annie Lisle》（美國民謠）

## 校園

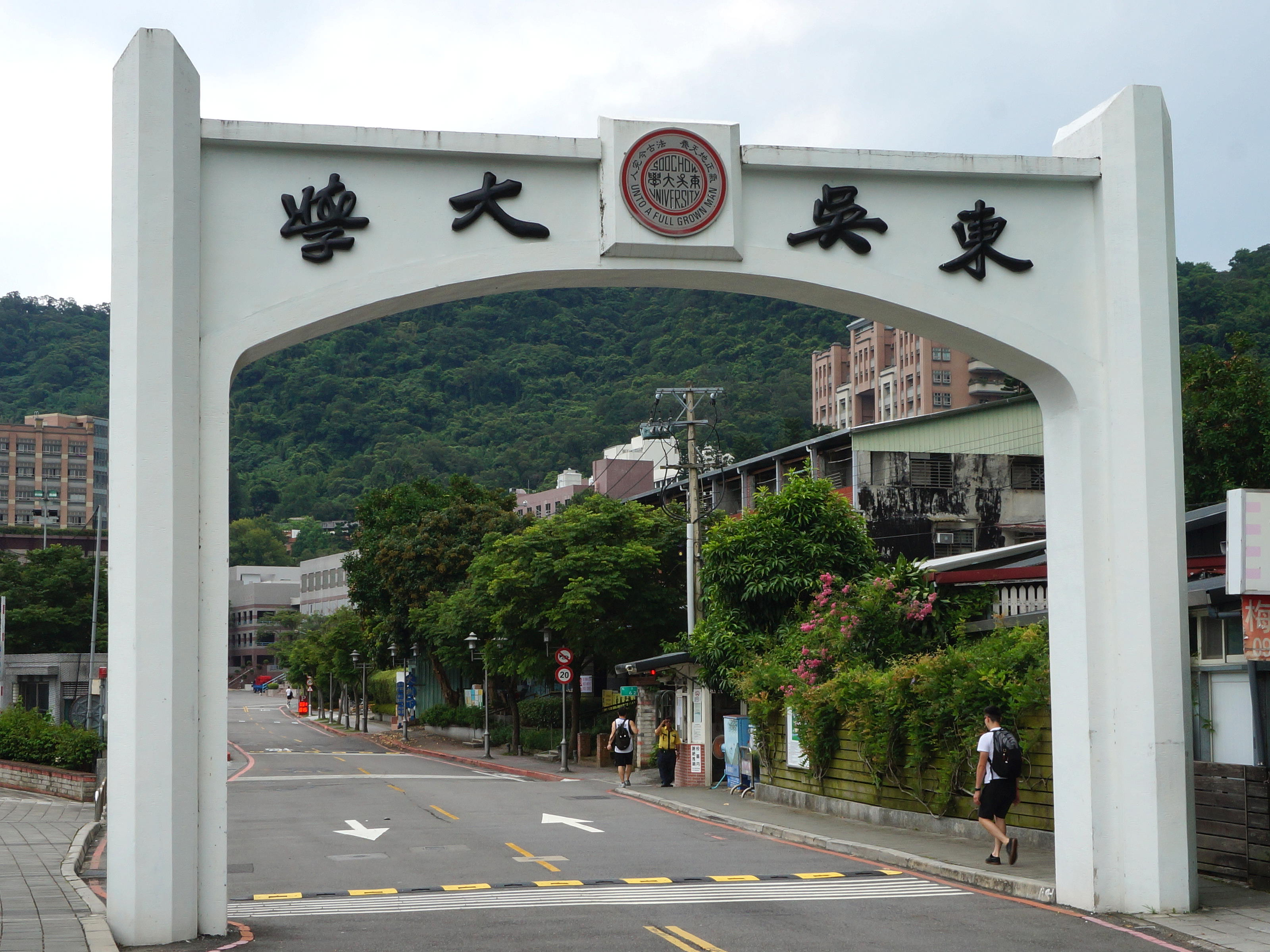
東吳大學外雙溪校區大門

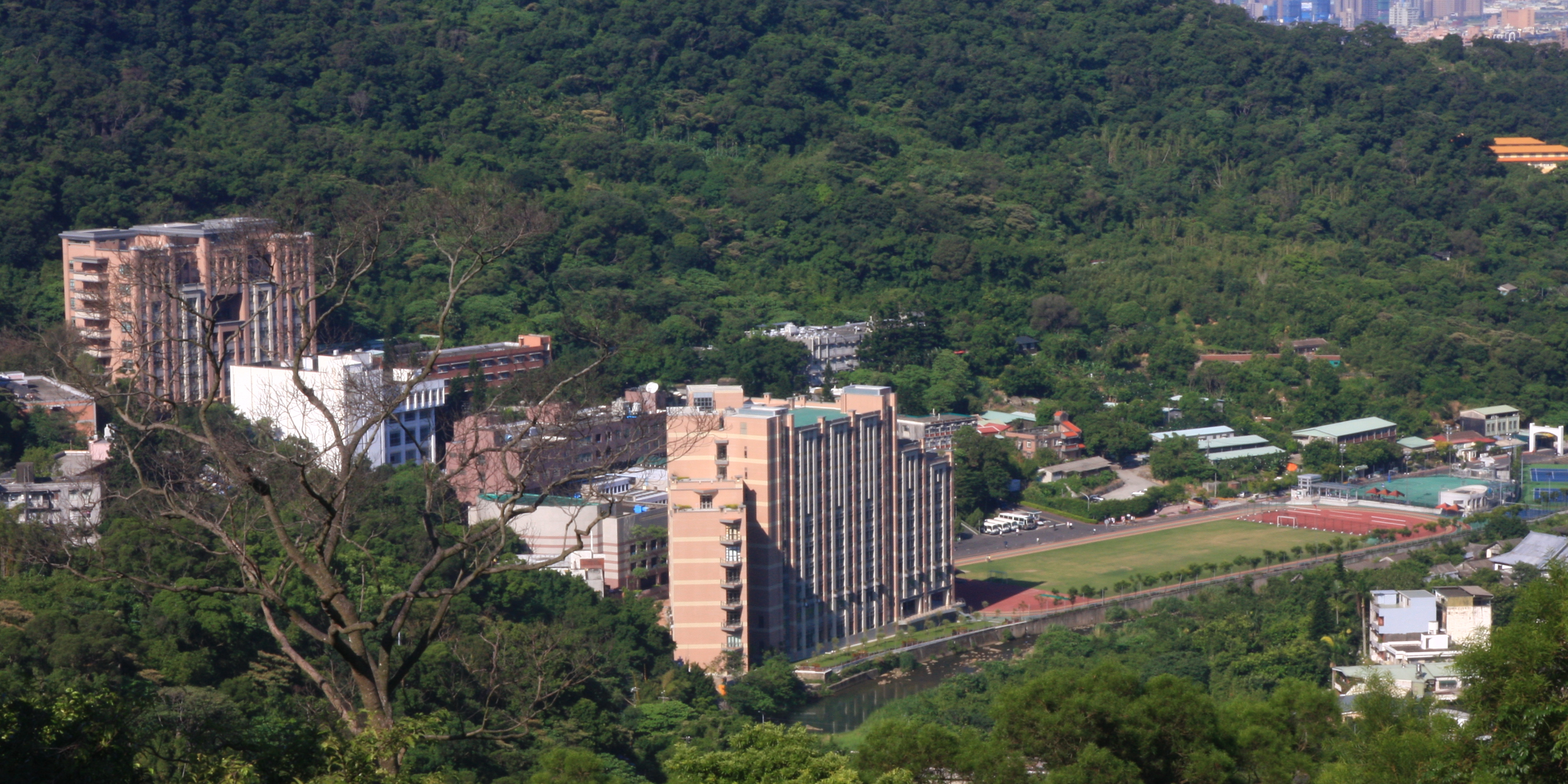
東吳大學外雙溪校區

外雙溪校區，校內簡稱校本部，位於臺北市士林區臨溪路70號，山明水秀，鄰近國立故宮博物院，設有傳賢堂（大禮堂，舉辦新生入學典禮、宿舍迎新典禮、畢業典禮、戲劇及演唱會，有889席）、松怡廳（音樂表演藝術中心，有471席座位）、普仁堂（演講廳，有321席）、戴氏基金會會議室（有200席）、國際會議廳－濂松廳（有120席）、哲英廰（有120席）、G101會議室（有70席）等基礎設施供國際及國內交流研討、美育活動及教學校務之用。並設有麥當勞、郵局、小型體育館、健身中心、校車、咖啡廳、書局、圖書館、第一閱覧室、第二閱覧室及電算中心。外雙溪校區內有安素禮拜堂（紀念會督羅愛徒（Otto Nall）、黃安素（Ralph A. Ward）副董事長）、王寵惠先生墓園、石超庸故校長夫婦墓園，及錢穆故居等校園特色景點。

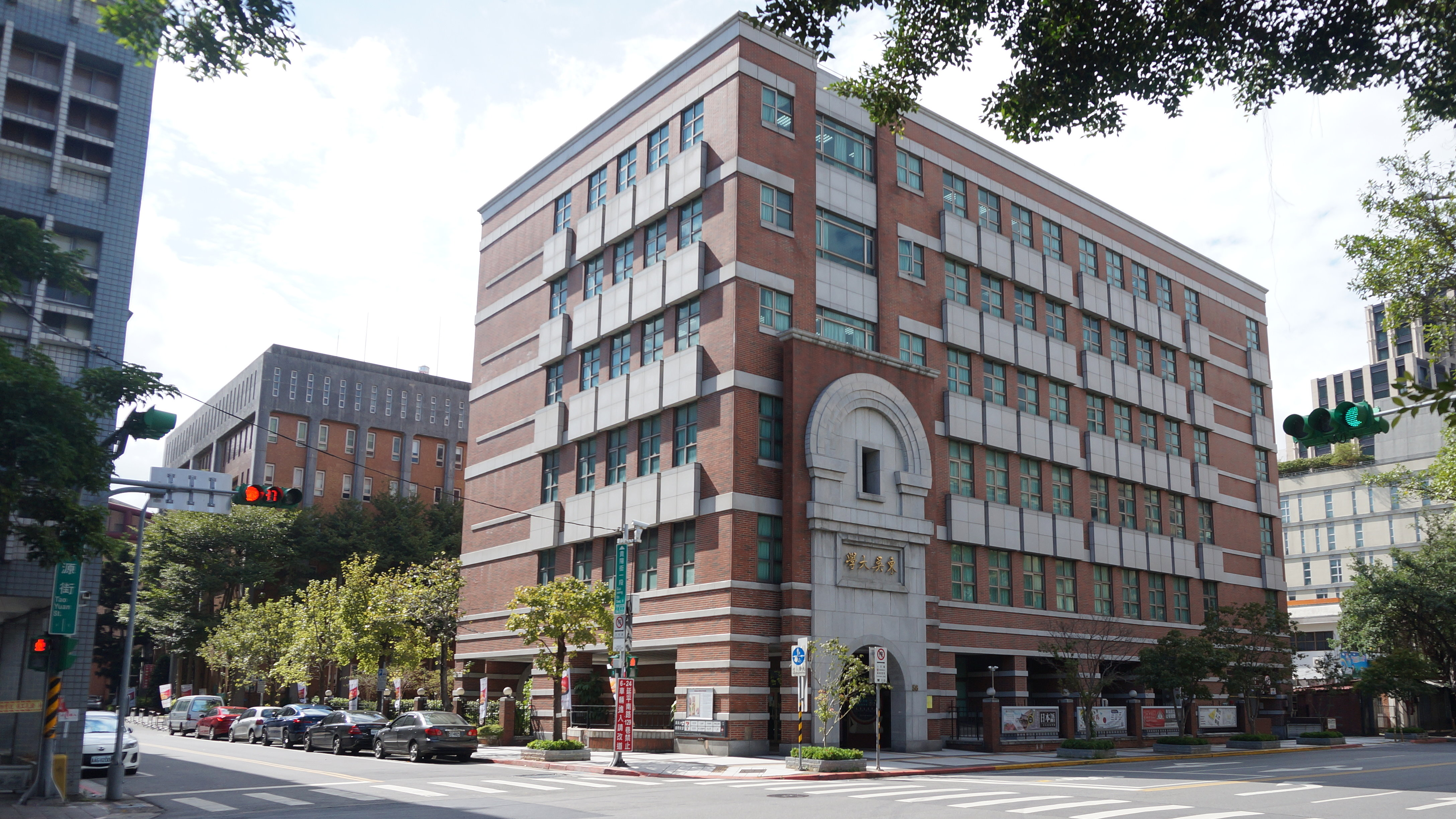
東吳大學城中校區

城中校區，校內簡稱城區部，位於臺北市中正區貴陽街一段56號，位處博愛特區，比鄰總統府、司法院、外交部、法務部、最高法院、國家圖書館和西門町。

### 景點

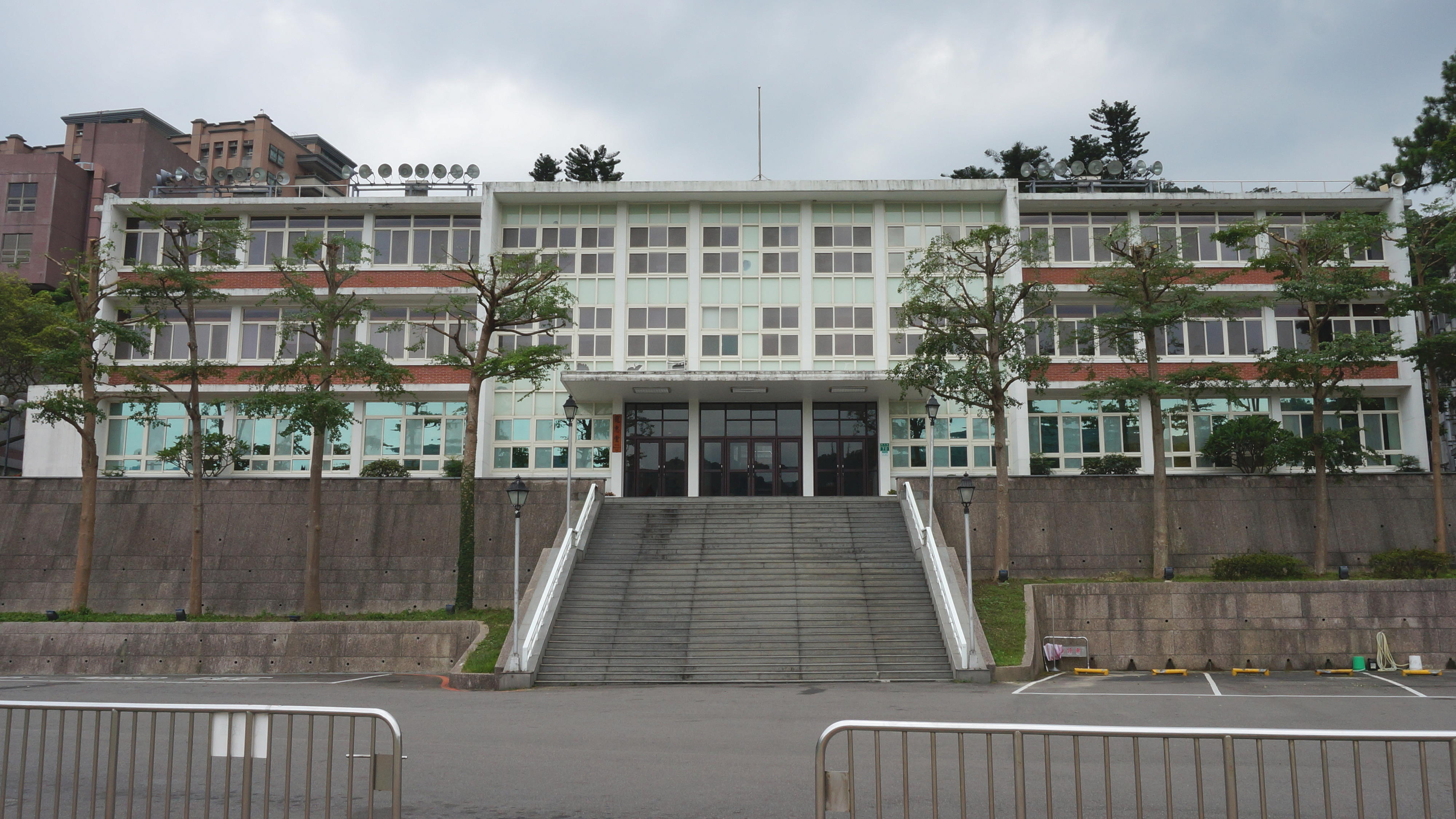
東吳大學外雙溪校區寵惠堂

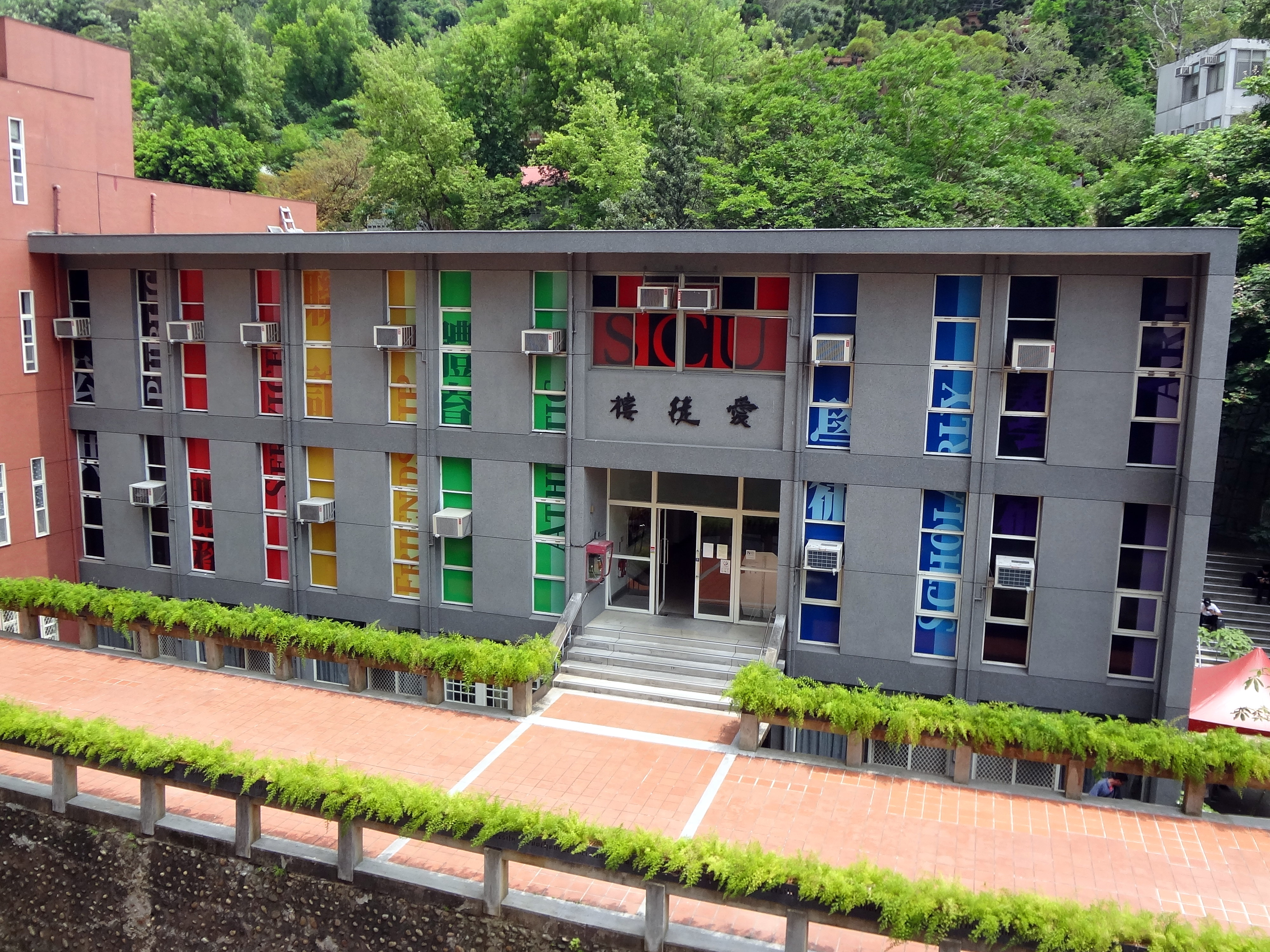
東吳大學外雙溪校區愛徒樓

| 名稱             | 位置       | 落成年份 | 簡介                                       | 備註                                     |
| ---------------- | ---------- | -------- | ------------------------------------------ | ---------------------------------------- |
| 王寵惠墓園       | 外雙溪校區 | 1958年   | 前東吳大學董事長、中央研究院院士王寵惠之墓 | 王大閎設計；直轄市定古蹟                 |
| 惜字爐           | 外雙溪校區 | 1961年   | 古人燒毀書有文字的紙張之處，以表敬惜       |                                          |
| 林語堂故居       | 陽明山     | 1966年   | 前國際筆會副會長林語堂故居                 | 臺北市政府文化局委託維護；王大閎建築作品 |
| 石超庸夫婦墓園   | 外雙溪校區 | 1968年   | 前東吳大學校長石超庸夫婦墓園               | 直轄市定古蹟                             |
| 城中校區鑄秋大樓 | 城中校區   | 1981年   | 城中校區第二大樓，以紀念前校長端木愷       | 王大閎建築作品                           |
| 外雙溪校區校門   | 外雙溪校區 | 1989年   | 東吳大學校門                               | 王大閎建築作品                           |

### 圖書館

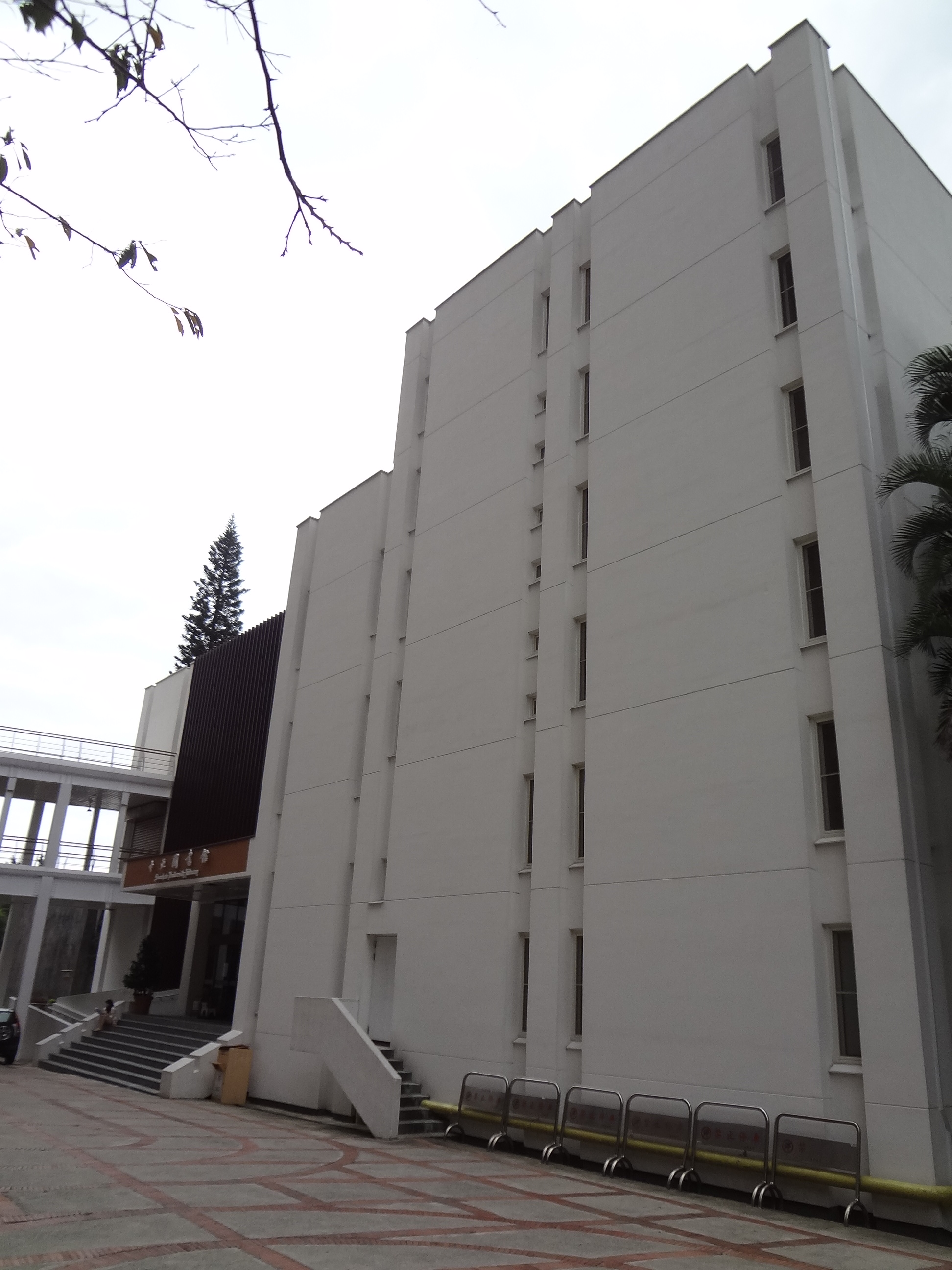
東吳大學外雙溪校區中正圖書館，為東吳大學圖書館總館

東吳大學圖書館包含總館（外雙溪校區）、城區分館（城中校區）、數位校史館（外雙溪校區），館藏目前約有90萬冊圖書館藏（含中、西文圖書、期刊合訂本）、電子資源（含資料庫、電子書、期刊）170萬冊、非書資料（含微縮資料、地圖、樂譜）20萬種、現期書報898種，另有校內碩博士論文、參考資料等提供館內閱覽。並與優久聯盟、八芝連圖書館館際合作組織、北一區區域教學資源中心等學校圖書館提供館際合作服務，且與中央研究院相關附屬圖書館、國立台灣大學、國立政治大學、國立臺灣師範大學、國立清華大學、國立交通大學及國立台北大學等多所學術機構、大學圖書館簽訂圖書互借協議。

#### 圖書館總館
東吳大學1954年在台復校即成立圖書室，陸續安置於寵惠堂、學生活動中心、安素堂，終於1978年總館落成啟用。總館樓高九層，設有流通服務區、參考服務區、資訊檢索區、非書資料區、期刊資料區、書庫區（含密集書庫）、閱覽區等，並設有張佛泉人權學程專區、陶晉生院士贈書專區與漫讀區等特色專區提供閱覽。

#### 城區分館
1971年城中校區興建第一大樓（崇基樓），規劃一、三樓分設法律中心圖書室與商學院圖書室，時法律圖書室之圖書設備由亞洲基金會經費支助設立。1981年第二大樓（鑄秋大樓）竣工，第六、七兩層設為城區分館，以典藏法、商兩學院之資料為主，設有借還書服務區、參考服務區、期刊資料區、非書資料區、博碩士論文區、資訊檢索區、書庫區；另於第一大樓B1及第五大樓B2設有普通閱覽室 。

## 學術單位
外雙溪校區
以下未詳列出進修學士班與在職專班。
| 人文社會學院 | 中國文學系（學、碩、博）                                          | 歷史學系（學、碩） |
| 人文社會學院 | 哲學系（學、碩） 中國哲學外文資料中心 東吳哲學中心 呂格爾研究中心 | 政治學系（學、碩、博） 歐盟研究中心 全球化與和平研究中心 國會研究中心 聯合國研究中心 都會治理研究中心 人權與民主教研工作室 |
| 人文社會學院 | 社會學系（學、碩）                                                | 社會工作學系（學、碩） |
| 人文社會學院 | 音樂學系（學、碩）                                                | 人權碩士學位學程 |
| 人文社會學院 | 師資培育中心（教育學程）                                          | 社會地理資訊中心（GIS中心）                                                                                                |
| 人文社會學院 | 中華文明現代化研究與創意中心                                      | 研究室 中國研究室 東亞研究室                                                                                               |
| 人文社會學院 | 非營利組織管理學程                                                | 創意人文學程 |

| 外國語文學院 | 英文學系（學、翻譯碩） | 日本語文學系（學、碩、博） |
| 外國語文學院 | 德國文化學系（學、碩） | 語言教學中心               |

| 理學院 | 數學系（學、碩）       | 物理學系（學）       |
| 理學院 | 化學系（學、碩）       | 微生物學系（學、碩） |
| 理學院 | 心理學系（學、碩）     | 鑑識科學學程         |
| 理學院 | 綠色科學與永續發展學程 |                      |

| 巨量資料管理學院 | 資料科學系（學、碩、碩專） |

| 校級研究中心 | 張佛泉人權研究中心   | WTO法律研究中心 |
| 校級研究中心 | 海量資料分析研究中心 | 中東歐研究中心  |
| 校級研究中心 | 人工智慧應用研究中心 |                 |

城中校區
| 法學院 | 法律學系（學、碩、博） 法律專業碩士班 民事法研究中心 刑事法研究中心 公法研究中心 英美法研究中心 梁鋆立國際法研究中心 財經法研究中心 基礎法研究中心 科技暨智慧財產權法研究中心 中國大陸法律研究中心 財稅法研究中心 醫事法律研究中心 邊境管理法制研究中心 法律與宗教研究中心 工程法律研究中心 民族法研究中心 人工智能法制研究中心 運動暨娛樂法研究中心 |

| 商學院 | 經濟學系（學、碩、博）         | 會計學系（學、碩）                                                                  |
| 商學院 | 企業管理學系（學、碩）         | 國際經營與貿易學系（學、碩）                                                        |
| 商學院 | 財務工程與精算數學系（學、碩） | 資訊管理學系（學、碩）                                                              |
| 商學院 | 國際商管碩士學程               | EMBA 高階經營碩士在職專班                                                           |
| 商學院 | 商學研究發展中心               | 企業創新育成中心                                                                    |
| 商學院 | 富蘭克林金融科技開發中心       | 尤努斯社會企業中心                                                                  |
| 商學院 | 商學進修學士班                 | 跨領域學程 科技管理學程 財務金融學程 金融科技學程 國貿管理全英語學程 財經全英語學程 |

## 重要事件

### 東吳政治系事件
東吳大學政治學系首位系主任（1954-1958）張佛泉亦是與胡適、雷震共同參與《自由中國》創刊的靈魂人物。傅正則兼任《自由中國》半月刊編輯（1971-1991任教於政治系），於1956年在該刊出版「祝壽專刊」後4年，被臺灣警備總司令部以涉嫌叛亂逮捕，政治系自此遭長期監視。
1981年，校園內出現第一份由學生出資發行的聯合班刊《蓄艾》，發表他們對各種政治問題的看法，遭到校方下令停刊。隔年，政治系學生又發行一份《東吳政治月刊》，因為刊登黨外雜誌《深耕》的廣告，也遭撤銷發行。
1982年11月9日政治系學生組織的「政治系學會」為二年級同學舉辦臺北市議會旁聽活動，當天下午正好國民黨籍議員和黨外議員各有一個小組進行質詢，於是該學會的學藝組委託黨外市議員謝長廷辦理手續，集體前往旁聽。隨後情治單位指控政治系二年級學生導師黃爾璇帶領大批學生到議會聽黨外議員質詢，並且數度帶領學生鼓掌。然黃爾璇當時雖為政治系二年級學生的導師，但該項活動完全由學生自主辦理，黃不僅未被告知，且當天實至國立中興大學法商學院兼課，並未帶領學生到議會。校方曾約談負責主辦學生，要求他們提出書面報告，遭學生拒絕；而黃爾璇則在主動進行了解後，寫了一份備忘錄給當時的校長端木愷，說明整個事情的經過。事情澄清之後，國民黨內特務單位仍聲稱學生在議會的旁聽登記簿上代簽其名，但經查證亦非事實，最後誣控黃爾璇是該項活動的幕後策畫。另外，亦向校方施壓對兩名主辦的學生予以記過處分。
隔年5月，黃爾璇遭校方「解聘」，同時政治系被教育部勒令減班，直至1983年新任主任郭仁孚到任後才逐步回復，而現今政治系風氣愈趨開放。2019年2月9日黃爾璇病逝於台北。過去被東吳大學解聘事件喧騰一時，俗稱「東吳政治系事件」或黃爾璇事件，時至今日仍然沒能給黃爾璇一個公道，其幕僚言，這是他一生最大的遺憾。
2019年2月，系主任劉書彬指出，他在12日到黃爾璇靈堂弔唁，向其遺孀、愛女黃芳儀與親近家屬致哀；並確認家屬意願，並且和家屬達成共識：希望影響該系甚鉅的「72學年度東吳政治學系減班」事件，和該學年原專職的「黃爾璇教授未獲續聘」事件，能經由政府官方、或是東吳校方的調查，獲得真相。

### 前校長章孝慈病逝
章孝慈自1992年擔任東吳大學校長並兼任國民大會代表，於1994年11月14日於中國北京進行學術訪問時中風並陷入昏迷，於北京治療數日後，以飛機經英屬香港轉送回臺治療。雖然他此後從未清醒，但仍獲東吳大學校方保留其校長職務，直至臥病一年多後過世。至今昔日校友仍會回憶章孝慈於任內倡導學術自由禮聘李敖任教，以及固定清晨於操場跑步的畫面。在法律系崇基樓一樓也懸掛著章孝慈前校長的畫像，供師生緬懷。

## 學校活動

### 東吳國際超級馬拉松

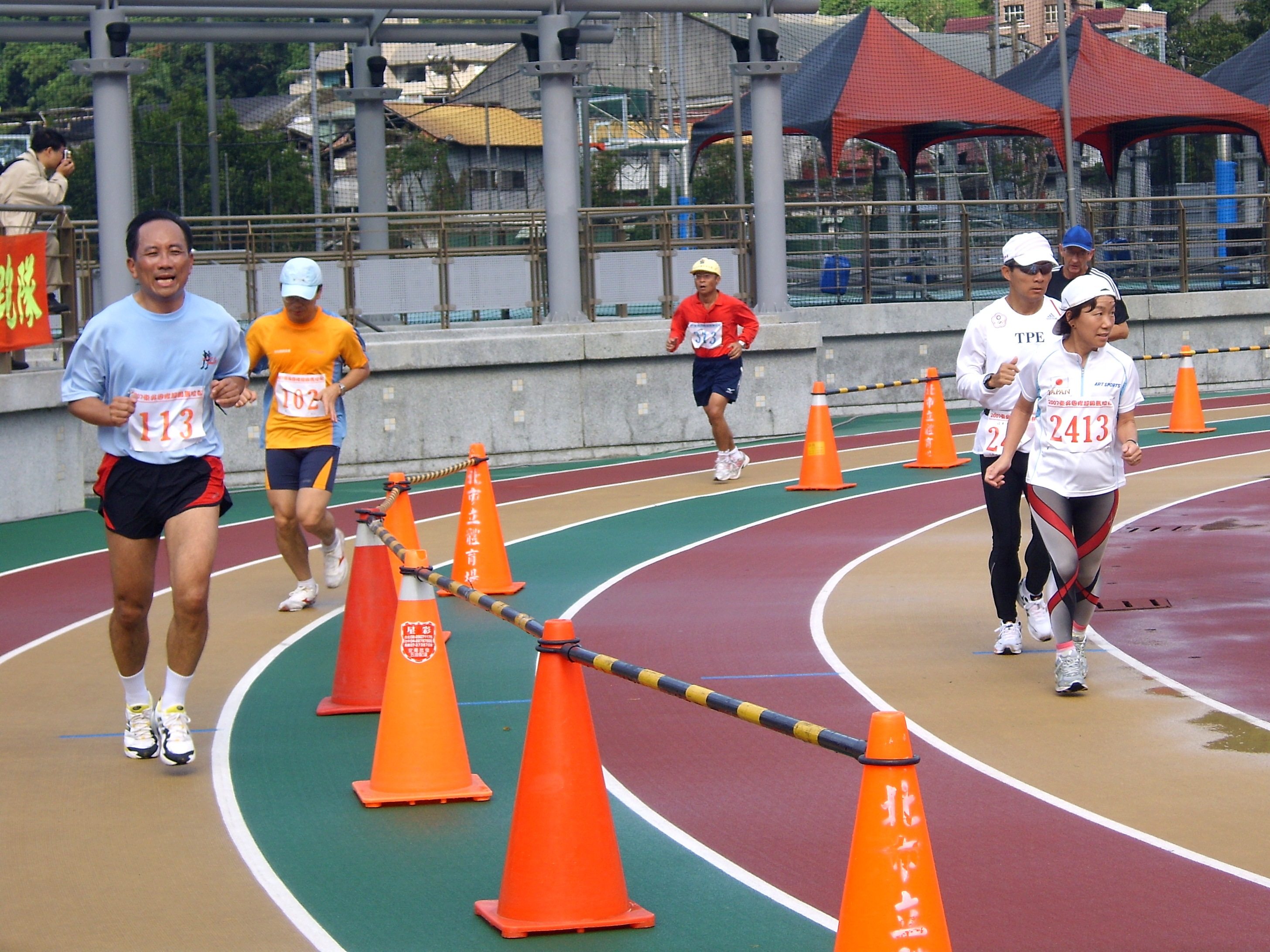
東吳國際超級馬拉松

東吳大學自1999年開辦東吳國際超級馬拉松24小時賽，其中除2000年因大地震、2006年因校園施工故停辦外，已連續舉辦14屆，年年都吸引各國好手前來競技。2012年東吳超馬賽事中，已有6名選手達到國際賽事的門檻，將東吳超馬賽提升至全世界第二個、臺灣唯一的「金牌賽事」，而2014年再獲金牌肯定，也期許來年再創佳績，未來更以籌辦全球最佳賽事為唯一目標。
1999年，林義傑、江麗紋在東吳分別創下全國男子、女子第一個24小時賽的紀錄－220公里、138公里。（目前男子組紀錄保持人為陳俊彥，紀錄244公里，女子組紀錄保持人為邱淑容，紀錄206公里）
2002年，日籍參賽者關家良一更在東吳創下亞洲24小時賽的新紀錄266.275公里。東吳大學舉辦的超級馬拉松賽事，除受到全球熱愛馬拉松好手的重視，東吳大學配合舉辦的睡衣派對、志工服務，也讓參與的同學、參賽者與社會大眾留下深刻的印象。
2007年，東吳國際超級馬拉松於操場整修完成後重新復辦。
2013年，日本原良和以684圈273.65公里摘下冠軍寶座，女子組由微笑女神工藤真實以527圈210.906公里順利蟬聯第一，男子組的亞軍伊凡庫丁創下義大利田徑場全國新紀錄；季軍南非的約翰·凡達馬威也刷新南非及非洲紀錄。馬來西亞腦麻選手曾志龍突破自我極限，寫下身障人士89公里超馬世界新紀錄。今年共有2,281人參加東吳超級馬拉松賽事，其中有42人參加24小時超馬賽，最後共有37人完成比賽。
2014年，東吳24小時國際超級馬拉松再創佳績，正式通過、榮獲世界唯一的國際馬拉松總會「金牌賽事」認證。
由來自日本原良和（285.366公里）、關家良一（241.099公里）、義大利伊凡庫丁（255.499公里）、德國佛羅里安羅伊斯（253.899公里），加上在東吳大學兩度創下女子24小時世界紀錄的日本工藤真實（222.431公里），五位選手成績達到國際超級馬拉松總會認定之世界級水準（男生240公里、女生220公里），因而獲得金牌認證。原良和同時創下男子24小時亞洲紀錄及東吳超馬賽歷年來第二佳的成績。在臺灣選手的部分，有長達數十年的登山經驗的李芳吉，首次參賽便以221.743公里（545圈）取得第七名的好成績。取得第八名的選手陳邦生亦跑出218.999（547圈）的成績。另外本屆新秀陳士偉，216.474（532圈）的佳績，成為本次賽事男子組的第九名。東吳國際超級馬拉松這項極度艱困挑戰個人體能極限的賽事，在42位超馬好手中雖有7位選手中途因為身體失溫而放棄，但今年在同樣跑道上仍有1,700人參加接力賽的跑者，一邊享受和頂級超馬選手競速，一邊互相加油打氣，讓東吳的田徑場熱力燃燒24小時。
金牌賽事資格
根據國際超級馬拉松總會（IAU）金牌賽事認證標，24小時制超馬賽男子組選手完成240公里，女子選手組完成220公里，達標人數合計5人，方可獲得IAU金牌賽事認證。

### 雙溪現代文學獎
1979年，東吳大學首次舉辦中國文學系新文藝（現代詩）創作徵文比賽。而後1980年起舉辦全校性之現代詩、散文、小說徵文比賽，並正式命名為「雙溪現代文學獎」。
文學獎創辦以來，經歷屆努力與成長，培養出許多文壇新秀，其中不乏今之名家巨匠，成果備受肯定。本活動於2007年第27屆迄今，由中國文學系承辦。
目前雙溪現代文學獎評審委員會由中國文學系主任為總召集人，下設總指導老師一人與現代詩、小說、散文等三組指導老師各一人，並由學生自組招募總幹事、副總幹事、執行秘書及短篇小說組、散文組、現代詩組、公關組、美宣組、文編組等六組組長、組員，並聘請文壇時有盛名之作家擔任評審講評。2020年為第40屆。
曾獲雙溪現代文學獎者：鹿憶鹿、彭樹君、張曼娟、陳稼莉、陸愛玲、裴元領、須文蔚、管仁健、張清志、孫梓評、張維中、陳大為、謝旺霖、陳栢青、黃文鉅等。

## 學生自治組織與社團
東吳大學擁有非常多的學生社團，截至2015年8月為止，全校共有超過100個學生社團，其中每個校區都有不同的社團，詳細列表如下：
以下分為六大類：聯誼、服務、體育、學術、藝術、公共。
| 學生自治組織（2） - - CA101 學生會 - CA102 學生議會 公共性社團（29） - 兩校區合（1） - CA104 應屆畢業同學聯誼會 - 外雙溪校區（19） - CA327 巨量資料管理學院系學會 - CA205 中國文學系系學生會 - CA206 歷史學系系學生會 - CA207 哲學系系學生會 - CA208 政治學系系學生會 - CA209 社會學系系學生會 - CA210 社會工作學系系學生會 - CA211 音樂學系系學生會 - CA212 英文學系系學生會 - CA213 日本語文學系系學生會 - CA214 德國文化學系系學生會 - CA215 數學系系學生會 - CA216 物理學系系學生會 - CA217 化學系系學生會 - CA218 微生物學系系學生會 - CA219 心理學系系學生會 - CA234 榕華樓生活勵進會 - CA235 柚芳樓生活勵進會 - CA236 合楓生活勵進會 - CA237 松勁樓生活勵進會 - 城中校區（7） - CA320 法律學系系學生會 - CA321 經濟學系系學生會 - CA322 會計學系系學生會 - CA323 企業管理學系系學生會 - CA324 國際經營與貿易學系系學生會 - CA325 財務工程與精算數學系系學生會 - CA326 資訊管理學系系學生會 聯誼性社團（24） - 兩校區合（14） - CF101 天主教大專同學會 - CF102 僑生聯誼會 - CF103 嘉義雲林校友會 - CF105 宜蘭地區校友會 - CF106 彰化地區校友聯誼會 - CF107 桃園地區學生聯誼會 - CF148 離島文化聯誼會 - CF149 活力新中區聯合校友會 - CF151 台南地區校友會 - CF153 基隆地區同學會 - CF156 東吳大學新竹苗栗地區校友聯誼會 - CF157 東吳大學花東校友會 - CF158 東吳大學陸生聯誼會 - CF163 東吳大學港澳同學會 - 外雙溪校區（5） - CF221 曦晨高屏地區校友會 - CF224 咖啡愛好社 - CF257 原住民連心社 - CF259 東吳大學雙溪轉學生聯誼社 - CF261 東吳大學馬來西亞同學會 - 城中校區（5） - CF327 高屏地區校友會 - CF334 松山高中校友會 - CF349 城中校區轉學生聯誼會 - CF356 戀．咖啡社 - CF359 東吳桌遊社 | 服務性社團（13） - 兩校區合（10） - CE101 幼幼社 - CE102 溪城奮進童軍團 - CE103 社會服務團 - CE104 基層文化服務團 - CE109 原住民課業輔導社 - CE110 慈濟大專青年社 - CE112 嚕啦啦社 - CE114 心語社 - CE116 國際志工社 - CE120 國際青年探索教育會 - 外雙溪校區（3） - CE214 搖尾巴社 - CE217 崇德青年志工社 - CE218 生命品格研究社 體育性社團（38） - 兩校區合（11） - CD101 登山社 - CD245 雙溪世界民族舞蹈社 - CD129 蘇州劍道社 - CD131 柔道社 - CD133 棒壘社 - CD135 東吳拳擊社 - CD137 親善民族爵士舞團 - CD138 華漢國術社 - CD140 東吳大學足球社 - CD141 電子競技研究社 - CD143 東吳健身社 - CD144 美式足球社 - 外雙溪校區（16） - CD202 蘇州國術社 - CD205 影間國標社 - CD209 乒乓球社 - CD210 硬網社 - CD212 溪城合氣道社 - CD229 翔翼羽球社 - CD234 體適能有氧社 - CD236 熱舞社 - CD242 籃球規則研習社 - CD245 雙溪世界民族舞蹈社 - CD248 一擊跆拳道社 - CD249 啟航排球社 - CD251 游騎跑運動社 - CD253 東吳一箭入魂社 - CD255 雙溪舞鈴社 - CD257 雙溪排球聯盟 - 城中校區（11） - CD314 空手道社 - CD315 桌球社 - CD316 跆拳道社 - CD317 舞蹈研習社 - CD319 合氣道社 - CD322 熱力排球社 - CD323 國際標準舞社 - CD326 西洋擊劍社 - CD340 有氧運動社 - CD345 健康瑜珈社 - CD346 凌耀羽球社 | 學術性社團（27） - 兩校區合（14） - CC101 正言社 - CC133 國際經濟商管學生會 - CC135 古典音樂坊 - CC137 機動車輛研究社 - CC140 東吳大學命理研究社 - CC141 東吳大學證券研習社 - CC142 外交事務研究社 - CC144 東吳如來實證社 - CC145 東吳大學福智青年社 - CC146 東吳大學國際英語演講會 - CC149 東吳模擬聯合國社 - CC150 全球和解社 - CC151 創新事業協會 - CC153 東吳好點子研究社 - 外雙溪校區（7） - CC211 白開水現代詩社 - CC214 文藝研究社 - CC216 自然科學研究社 - CC236 聖經真理研究社 - CC243 中國醫藥學社 - CC255 微笑芥菜種社 - CC258 東吳大學禪學社 - 城中校區（6） - CC352 光鹽社 - CC358 法律知識研究社 - CC359 領袖教育學社 - CC360 亞洲法律學生會東吳分會 - CC362 跳馬社 - CC332 淨智社 藝術性社團（29） - 兩校區合（6） - CB101 合唱團 - CB102 東吳魔術社 - CB103 東吳管樂社 - CB107 流行福音音樂社 - CB109 星橋手創社 - CB120 東吳配音社 - 外雙溪校區（14） - CB207 愛樂社 - CB209 Be劇團 - CB210 漫畫學社 - CB214 吉他社 - CB216 溪城攝影學會 - CB218 印象美術社 - CB239 日本茶道社 - CB243 竹韻流羽國樂社 - CB248 掌中乾坤布袋戲社 - CB255 圍棋社 - CB258 雙溪崑曲清唱雅集 - CB259 音樂劇表演社 - CB263 停雲詩社 - 城中校區（9） - CB303 蘇州國樂社 - CB324 蘇州吉他社 - CB327 熱門音樂社 - CB328 動畫漫畫研習社 - CB334 蘇州攝影學會 - CB337 電影社(原名視聽社。後更名為電癮社。近期再更名為電影社) - CB354 神祕塔羅牌社 - CB361 混音社 - CB362 橋藝社 |

## 學術期刊
- 東吳中文學報：中國文學系出版 ISSN 1027-1163 THCI、人社期刊評比第二級
- 東吳歷史學報：歷史學系出版 ISSN 1025-0689 人社期刊評比第三級
- 東吳哲學學報：哲學系出版 ISSN 1010-0725 THCI、人社期刊評比第一級
- 社會分析：東吳社會系、輔大社會系與世新社會心理學系共同出版 ISSN 2218-6689
- 東吳社會工作學報：社會工作學系出版 ISSN 1026-4493
- 東吳政治學報：政治學系出版 ISSN 1010-0725 TSSCI、人社期刊評比第二級
- 雙溪教育論壇：師資培育中心出版 ISSN 2305-7270
- 東吳外語學報：外語學院出版 ISSN 0259-3777
- 東吳日語教育學報：日本語文學系出版 ISSN 1027-1155
- 東吳法律學報：法學院出版 ISSN 0259-3750 TSSCI、人社期刊評比第一級
- 東吳經濟商學學報：商學院出版 ISSN 0259-3769 人社期刊評比第三級
- 會計學報：會計學系暨財團法人東吳大學會計系所同學聯誼會文教基金會出版 ISSN 2071-9817
- 台灣人權學刊：張佛泉人權研究中心出版 ISSN 2224-6622

上表期刊評比據科技部公布「臺灣人文及社會科學期刊評比暨核心期刊收錄」最新名單。

## 歷年日間部師生比及新生註冊率
- 110學年度日間部學生人數13295，專任老師人數431，日間部師生比30.85（學生數/老師數）。

- 112學年度新生註冊率91.31%。
- 113學年度新生註冊率94.94%

### 引用
1. ↑  . 台北市: 東吳大學.   [2017-09-29]. （原始内容存档于2020-07-16） （中文）. 東吳大學是先有英文校訓，後才有中文校訓。英文校訓出自新約聖經以弗所書第四章第十三節，寓意「教育成人」；1929年校政部會議通過楊永清校長提議，以「養天地正氣，法古今完人」為中文校訓。
2. ↑  東吳大學網頁「歷任董事長」 （页面存档备份，存于）（上承自端木愷；1987年─）
3. ↑  《東吳校友》第六期網路電子版 陶榮榕〈學養與閱歷的淬煉──專訪東吳大學董事長王紹堉先生〉 （页面存档备份，存于）（王紹堉係法律學系35級學長）
4. ↑  . 東吳大學.   [2017-09-30]. （原始内容存档于2020-07-16）.
5. ↑  .   [2018-10-07]. （原始内容存档于2021-09-24）.
6. 1 2   (PDF).   [2023-02-20]. （原始内容存档 (PDF)于2023-02-20）.
7. ↑  . 天下雜誌360期. 2011-04-19  [2020-03-06].
8. ↑  . 教育部獎勵大學教學卓越計畫. 中華民國教育部.   [2016-05-16]. （原始内容存档于2018-03-17）.
9. ↑  张小虎. . 保定学院学报.
10. ↑   (报告). 台北中山北路東海大學籌備處. 1954-06-14. 關於東吳補習學校商請合併問題，校務委員會建議，應俟本校三院基礎確立以後，再行考慮，目前暫從緩議。本建議經通過，一致接受。
11. ↑  全國第一!!全國唯一!! 本校巨量資料管理學院將於104學年起開始招生.東吳大學教學資源中心.2014-10-10（页面存档备份，存于）
12. ↑  .   [2023-02-20]. （原始内容存档于2023-02-20）.
13. ↑  .   [2023-02-20]. （原始内容存档于2023-02-20）.
14. ↑  東吳大學圖書館. .   [2019-03-04]. （原始内容存档于2020-09-25） （中文）.
15. ↑  東吳大學圖書館. .   [2019-03-04]. （原始内容存档于2020-09-25） （中文）.
16. ↑  林朝億. . 新頭殼newtalk. 2019-02-15  [2019-04-08]. （原始内容存档于2020-10-22） （中文）.
17. ↑  林朝億. . 新頭殼newtalk. 2019-02-15  [2019-04-08]. （原始内容存档于2021-01-20） （中文）.
18. ↑  林朝億. . 新頭殼newtalk. 2019-02-18  [2019-04-08]. （原始内容存档于2021-01-20） （中文）.
19. ↑  廖紹朋. . 新頭殼newtalk. 2019-02-20  [2019-04-08]. （原始内容存档于2020-10-26） （中文）.
20. ↑  東吳人. . 新頭殼newtalk. 2019-02-20  [2019-04-08]. （原始内容存档于2020-10-26） （中文）.
21. ↑  新頭殼. . 新頭殼newtalk. 2019-02-20  [2019-04-08]. （原始内容存档于2020-10-23） （中文）.
22. ↑  . 東吳大學.   [2019-03-04]. （原始内容存档于2020-08-12） （中文）.
23. ↑  科技部人文社會科學研究中心. .   [2019-03-18]. （原始内容存档于2020-07-16） （中文）.
24. ↑  .   [2023-01-25]. （原始内容存档于2023-01-01）.
25. ↑  教育部新生(含境外生)註冊率-以「校」統計
 （页面存档备份，存于）

## 外部連結
- 東吳大學網站 （页面存档备份，存于）
- 東吳大學圖書館 （页面存档备份，存于）
- 東吳大學校友網 （页面存档备份，存于）
- YouTube上的東吳大學頻道